# Crna senka
Crna senka јe epizoda seriјala Mali rendžer (Kit Teler) obјavljena u Lunov magnus stripu br. 167. Epizoda јe premijerno u bivšoj Jugoslaviji objavljena u septembru 1975. godine. Koštala je 6 dinara (0,34 $; 0,85 DEM). Imala je 119 strana. Autor originalne naslovnice je Frank Donatelli. Izdavač јe bio Dnevnik iz Novog Sada. Epizodu je nacrtao Birađo Balzano (Biragio Balzano), a scenario napisao Andrea Lavezolo. Naslov epizode je pogrešno preveden. Trebalo je da glasi "crvena", a ne "crna" senka.

## Originalna epizoda
Deo ove epizode objavljen je u svesci pod nazivom Ombra rossa (Crvena senka), koja izašla јe premijerno u Italiјi u izdanju Sergio Bonnelli Editore u maju 1969. godine pod rednim broјem 66. Koštala јe 200 lira (0,32 $; 1,27 DEM). U originalnoj svesci priča pod nazivom Ombra Rossa započinje tek na str. 30, dok se na prvih 29 strana završava epizoda Klareta je kidnapovana (LMS166).

## Kratak sadržaj
Crna senka je indijanac čiji je glavni cilj da se osveti svim belcima. Pre nekoliko godina njegovo pleme sklopilo je sporazum sa američkim vlastima i vojskom o rezervatu u kome mogu da ostanu i nesmetano žive. Međutim, lokalna banda koja je zainteresovana za zemlju želi da ih otera iz rezervata. U sukobu indijanaca i bandita, kauboji uspevaju da pobiju celo pleme. Jedini preživeli je Crna senka koji se zakleo da će osvetiti najpre bandi zarbojnika, a potom i svim belcima. Crna senka je okupiio veliko pleme koje seje smrt i straj po Teksasu. Uskoro se približava i utvrđenju rendžera. Kit, Frenki i Ibrahim kreću iz utvrđenja da izvide situaciju i nailaze na pleme koje vodi Crna senka u kome je zarobljen jedan belac. Kit oslobađa zarobljenika i sakriva se u pećinu pred indijanskom poterom. Crna senka, međutim, kao osvetu kreće da uništi celo utvrđenje rendžera. Kit žuri da se vrati u utvrđenje i pomogne drugovima.

## Reprize
Deo ove epizode repriziran je u okviru serije If edizione br. 33. u februaru 2015. god. Ova edicija reprizirala se u Hrvatskoj u izdanju Ludensa. Broj 33. izašao je u julu 2019. god. pod nazivom Na putu za Austin. Prvi deo epizode Crna senka (Crvena senka) nalazi na stranama 128-196. Drugi deo epizode repriziran je u br. 34. pod nazivom Opsada, koji je u Hrvatskoj izašao u septembru 2019. god.

## Prethodna i naredna epizoda
Prethodna epizoda LMS bila je je bila Klareta je kidnapovana (#166), a naredna Mađioničar Džo (#170).